# Rudolf Koivu
Rudolf Sefanias Koivu, född 24 december 1890 i Sankt Petersburg, död 11 oktober 1946 i Helsingfors, var en finländsk målare och sagoillustratör.
Koivu utbildade sig bland annat vid Finska konstföreningens ritskola 1907–1910 och ställde ut första gången 1910. Han tillhörde Novembergruppen och framträdde 1910–1924 som en återhållsamt impressionistisk landskapsmålare. Han var den förste i Finland som helt ägnade sig åt illustrering av sago- och barnböcker (av Zacharias Topelius, bröderna Grimm, H.C. Andersen, Anni Swan med flera).
Koivu arbetade först mest i svart och vitt, men övergick senare till glansfullare färger och en mer dekorativ stil. Till höjdpunkterna i hans produktion hörde illustrationerna till Tusen och en natt (1945) och andra österländska sagomotiv. Ett samarbete med Raul Roine resulterade i flera gemensamt, på olika förlag utgivna sagoböcker. 1975 utkom ett urval av Roines och Koivus sagor (han skrev även sagor själv) i volymen Suomalaisia satuja, försedd med illustrationer av Koivu.
En 100-årsminnesutställning över Koivu arrangerades 1990 i Helsingfors av Amer-stiftelsen, som äger inemot ett par tusen originalarbeten av Koivu. Ett pris som bär hans namn, instiftat 1949, utdelas sedan 1997 årligen av föreningen Grafia.